# Comuna de Kórnik
Kórnik (polaco: Gmina Kórnik) é uma gminy (comuna) na Polónia, na voivodia de Grande Polónia e no condado de Poznański. A sede do condado é a cidade de Kórnik.
De acordo com os censos de 2006, a comuna tem 16 807 habitantes, com uma densidade 90,1 hab/km².

## Área
Estende-se por uma área de 186,58 km², incluindo:
- área agricola: 62%
- área florestal: 26%

## Demografia
Dados de 30 de Junho 2004:
|                      | Total   | Total | Mulheres | Mulheres | Homens  | Homens |
| -------------------- | ------- | ----- | -------- | -------- | ------- | ------ |
|                      | pessoas | %     | pessoas  | %        | pessoas | %      |
| População            | 16 553  | 100   | 8346     | 50,4     | 8207    | 49,6   |
| Densidade (pop./km²) | 88,7    | 100   | 44,7     | 44,7     | 44      | 44     |

De acordo com dados de 2002, o rendimento médio per capita ascendia a 1723,8 zł.

## Subdivisões
- Biernatki, Błażejewko, Błażejewo, Borówiec, Czołowo, Czmoniec, Czmoń, Dachowa, Dębiec, Dziećmierowo, Gądki, Kamionki, Konarskie, Koninko, Mościenica, Pierzchno, Prusinowo, Radzewo, Robakowo, Runowo, Skrzynki, Szczodrzykowo, Szczytniki, Żerniki.

## Comunas vizinhas
- Kleszczewo, Mosina, Poznań, Śrem, Środa Wielkopolska, Zaniemyśl